# 比什维莱尔
比什维莱尔（法語：Bischwiller，法語發音：[biʃvilɛʁ] ⓘ），法国东北部城市，大东部大区下莱茵省的一个市镇，隶属于阿格诺-维桑堡区，其市镇面积为17.25平方公里，2022年1月1日时人口数量为12,211人，在法国城市中排名第797位。
比什维莱尔位于下莱茵省东北部，莫代尔河畔，近现代曾因麻布袋手工业而闻名，现为一个区域性的中心城市，文德奈姆—维桑堡铁路和多条公路在此交汇。

## 地名来源
根据地名学家米歇尔·保罗·于尔邦（Michel Paul Urban）的论述，“Bischwiller”一名最初于公元1236年以“Bischoviswiler”的形式被记载，该名称对应的拉丁语为“Episcopi villa”，意为“主教的住所”。
比什维莱尔所处区域历史上通行阿尔萨斯语，“Bischwiller”对应的阿尔萨斯语拼写为“Bìschwiller”，其对应的读音为“['bįʃvilr]”或“['bįʃvilər]”。此外，1871至1918年间，比什维莱尔被德意志帝国统治，其间当地官方名称曾为德语“Bischweiler”。

## 历史

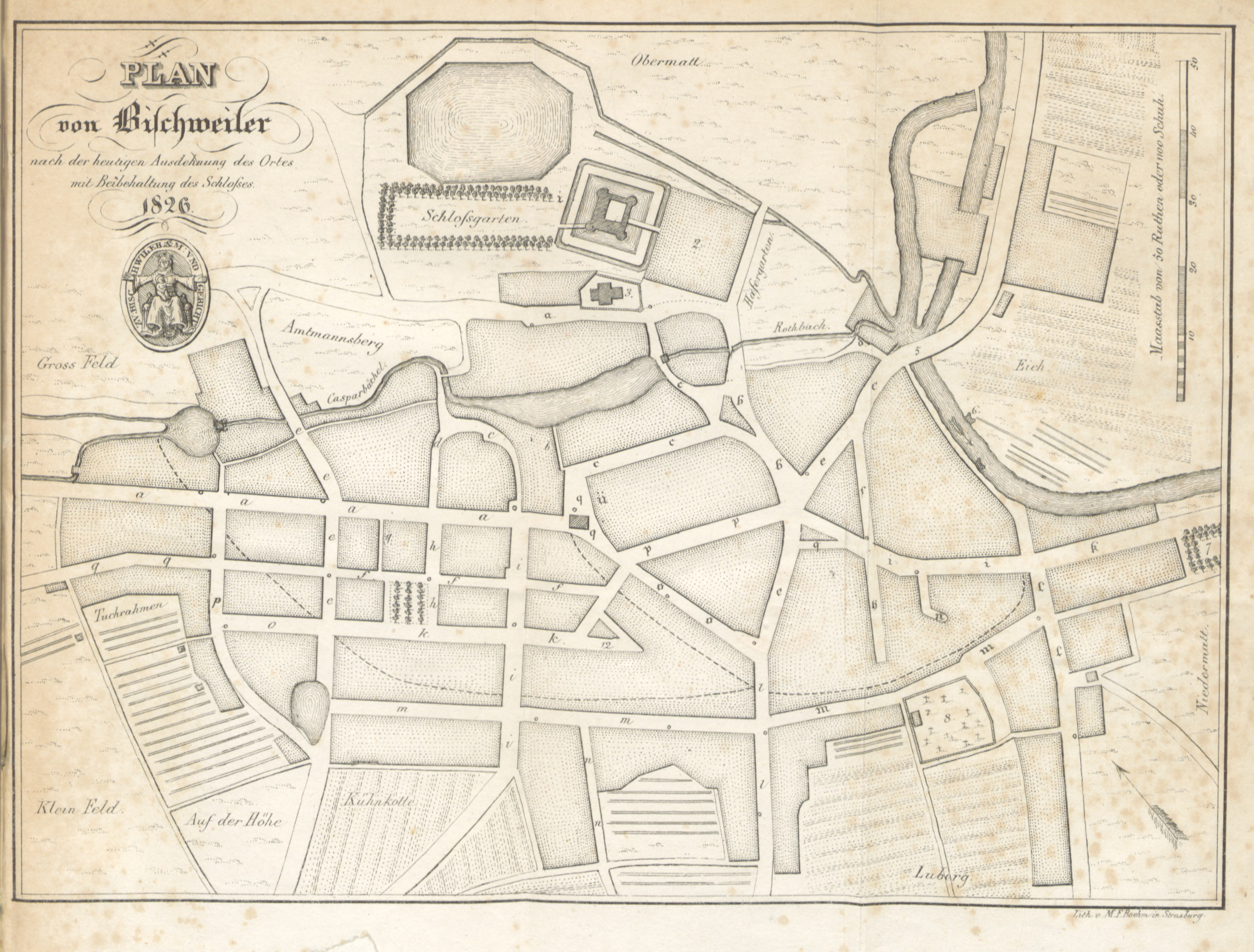
1826年的比什维莱尔地图

比什维莱尔的早期历史尚不清楚。根据当地官方网站的论述，公元11世纪初，亨利二世将比什维莱尔所处的森林地区赠予斯特拉斯堡主教作为其狩猎地。公元1190年，斯特拉斯堡主教康拉德二世（Conrad II de Hunebourg）在莫代尔河畔修建宅邸，其附近逐渐形成聚落，此乃比什维莱尔的前身。1263年，比什维莱尔在斯特拉斯堡主教与当地领主的一场冲突中被烧毁。中世纪中后期，比什维莱尔几经易主，路德维希三世于十五世纪初修建蒂芬塔尔城堡，后该地于1542年被普法尔茨-茨韦布吕肯伯爵沃尔夫冈继承，他逝世后，比什维莱尔被分裂而出的普法尔茨-茨韦布吕肯-比肯费尔德家族继承。宗教战争期间，比什维莱尔曾接纳了大批来自阿登及皮卡第地区的难民。十八世纪时，蒂芬塔尔城堡在战乱中被毁。法国大革命后，比什维莱尔成为下莱茵省斯特拉斯堡区的一个市镇。1790至1794年间，阿诺芬（Hanhoffen）整体并入比什维莱尔。1842年，比什维莱尔境内建成了首家蒸汽机织布厂，途径此地的文德奈姆—维桑堡铁路亦于1855年建成通车。此后随着工业革命的推进，当地政府曾计划将比什维莱尔建设为“下莱茵省的米卢斯”（Mulhouse du Bas-Rhin），但这一计划随着普法战争的爆发而破灭。1871年战争结束后，比什维莱尔及其所处的阿尔萨斯-洛林地区被划入德意志帝国，并被划入新设立的哈格瑙县。1883年，比什维莱尔境内新建了一处麻布袋工厂。一战结束后，阿尔萨斯-洛林地区根据《凡尔赛条约》重归法国，比什维莱尔改属阿格诺区。20世纪60年代，因劳动力紧缺，比什维莱尔的麻布袋手工业逐渐衰落，当地的麻布袋工厂于2002年关闭。
在行政区划方面，比什维莱尔在2000至2016年间为比什维莱尔和周边市镇公共社区的办公驻地。

## 地理

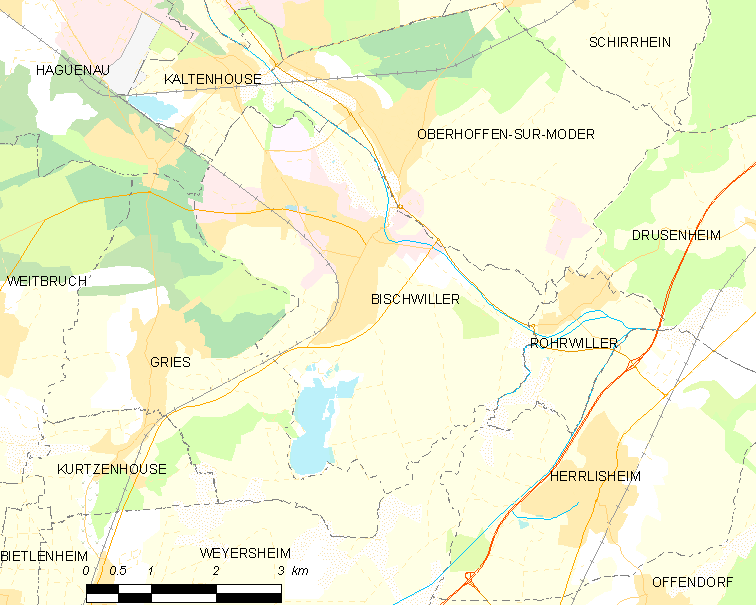
比什维莱尔市镇范围地图

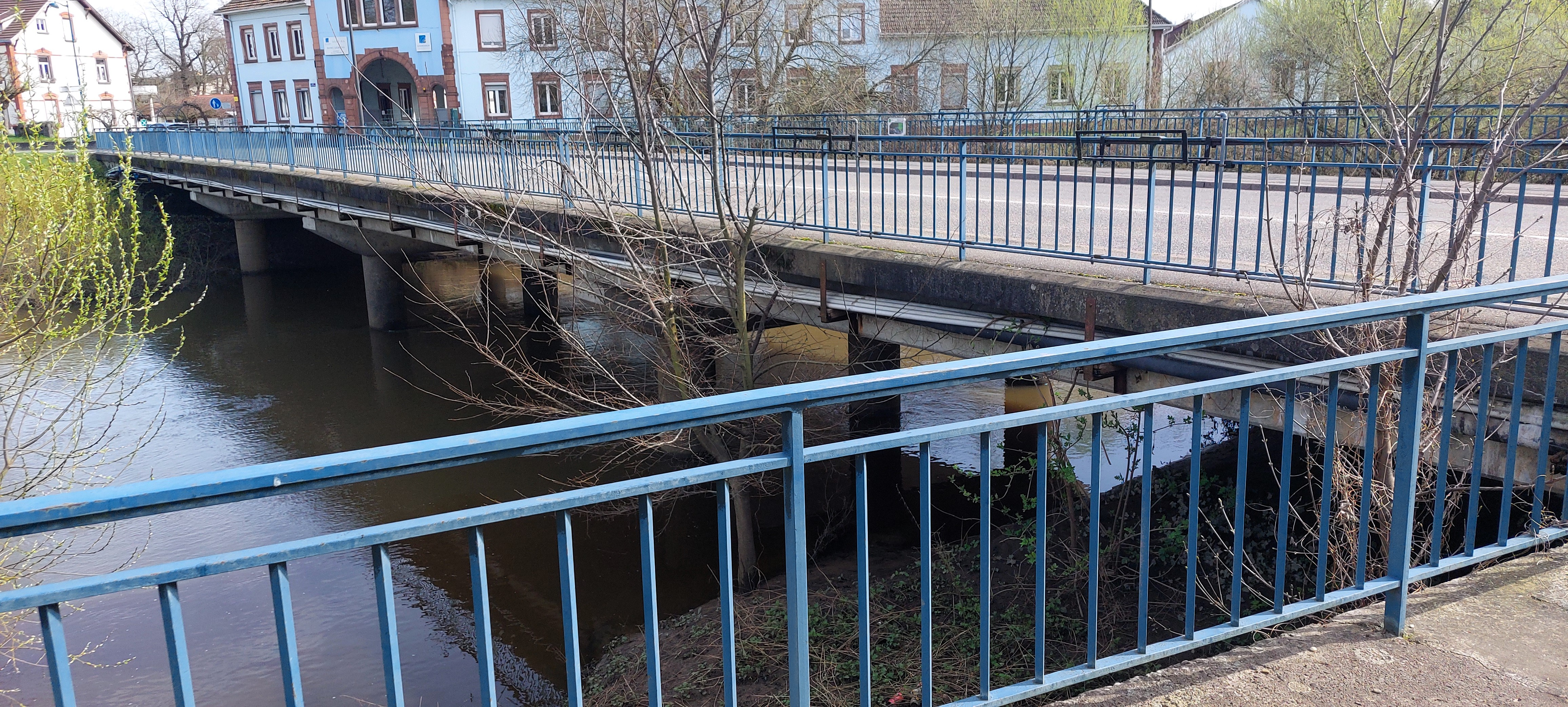
莫代尔河桥

比什维莱尔位于法国东北部，大东部大区东北部和下莱茵省东北部，距离省会斯特拉斯堡大约32公里。与比什维莱尔接壤的市镇包括：格里斯、阿格诺、卡尔特努斯、莫代尔河畔奥伯奥芬、罗尔维莱尔和韦耶赛姆。

### 地形
比什维莱尔位于阿尔萨斯平原北部腹地，境内以平原为主，市镇中心地势较为平坦，全境海拔在123到147米之间。

### 水文
莫代尔河自西北向东南流经比什维莱尔，其右岸支流罗特巴克河及多条溪流在此与其交汇，此外市镇范围南部还有一处水塘。

### 植被
比什维莱尔属于温带阔叶混交林区，林地广泛分布于河流和水域附近，市区东北部的城堡公园（Parc du Château）是当地的一处城市绿地。
在鲜花城市的评比中，比什维莱尔被评为3星级鲜花城市。

### 气候
比什维莱尔在柯本气候分类法中属于带有大陆性气候特征的温带海洋性气候（Cfb）。
距离比什维莱尔最近的常年气象站位于什塔特马滕境内，以下为该气象站的数据（其中日照数据取自斯特拉斯堡）：
| 什塔特马滕 1981年－2019年 | 什塔特马滕 1981年－2019年 | 什塔特马滕 1981年－2019年 | 什塔特马滕 1981年－2019年 | 什塔特马滕 1981年－2019年 | 什塔特马滕 1981年－2019年 | 什塔特马滕 1981年－2019年 | 什塔特马滕 1981年－2019年 | 什塔特马滕 1981年－2019年 | 什塔特马滕 1981年－2019年 | 什塔特马滕 1981年－2019年 | 什塔特马滕 1981年－2019年 | 什塔特马滕 1981年－2019年 | 什塔特马滕 1981年－2019年 |
| 月份                      | 1月                       | 2月                       | 3月                       | 4月                       | 5月                       | 6月                       | 7月                       | 8月                       | 9月                       | 10月                      | 11月                      | 12月                      | 全年                      |
| ------------------------- | ------------------------- | ------------------------- | ------------------------- | ------------------------- | ------------------------- | ------------------------- | ------------------------- | ------------------------- | ------------------------- | ------------------------- | ------------------------- | ------------------------- | ------------------------- |
| 历史最高温 °C（°F）       | 17.4 (63.3)               | 21.2 (70.2)               | 26.3 (79.3)               | 32.3 (90.1)               | 34.6 (94.3)               | 37.6 (99.7)               | 37.4 (99.3)               | 39.5 (103.1)              | 32.9 (91.2)               | 28.7 (83.7)               | 21 (70)                   | 19.3 (66.7)               | 39.5 (103.1)              |
| 平均高温 °C（°F）         | 4.7 (40.5)                | 6.7 (44.1)                | 11.7 (53.1)               | 16.5 (61.7)               | 21.1 (70.0)               | 24.2 (75.6)               | 26.4 (79.5)               | 26.2 (79.2)               | 21.4 (70.5)               | 15.6 (60.1)               | 9.1 (48.4)                | 5.4 (41.7)                | 15.8 (60.4)               |
| 日均气温 °C（°F）         | 1.8 (35.2)                | 3 (37)                    | 7 (45)                    | 10.7 (51.3)               | 15.3 (59.5)               | 18.4 (65.1)               | 20.4 (68.7)               | 20 (68)                   | 15.9 (60.6)               | 11.3 (52.3)               | 5.9 (42.6)                | 2.8 (37.0)                | 11 (52)                   |
| 平均低温 °C（°F）         | −1 (30)                   | −0.8 (30.6)               | 2.3 (36.1)                | 5 (41)                    | 9.5 (49.1)                | 12.5 (54.5)               | 14.4 (57.9)               | 13.8 (56.8)               | 10.4 (50.7)               | 7 (45)                    | 2.7 (36.9)                | 0.2 (32.4)                | 6.3 (43.3)                |
| 历史最低温 °C（°F）       | −21.2 (−6.2)              | −15.1 (4.8)               | −14.7 (5.5)               | −6.5 (20.3)               | −2.2 (28.0)               | 2.4 (36.3)                | 5.2 (41.4)                | 2.9 (37.2)                | 0 (32)                    | −5.5 (22.1)               | −11.2 (11.8)              | −17.5 (0.5)               | −21.2 (−6.2)              |
| 平均降水量 mm（）         | 64.3 (2.53)               | 59.4 (2.34)               | 65.2 (2.57)               | 57.1 (2.25)               | 85.6 (3.37)               | 79.1 (3.11)               | 75.7 (2.98)               | 69.7 (2.74)               | 73.7 (2.90)               | 84.4 (3.32)               | 78.2 (3.08)               | 85.1 (3.35)               | 877.5 (34.55)             |
| 月均日照時數              | 58.1                      | 83.8                      | 134.8                     | 180                       | 202.5                     | 223.8                     | 228.6                     | 219.6                     | 164.5                     | 98.7                      | 55.3                      | 43.1                      | 1,692.8                   |
| 来源：infoclimat.fr       |                           |                           |                           |                           |                           |                           |                           |                           |                           |                           |                           |                           |                           |

## 行政区划
比什维莱尔的市镇编号为67046，邮政编号为67240。
在行政管理方面，比什维莱尔隶属于法国大东部大区下莱茵省阿格诺-维桑堡区；在地方选举方面，比什维莱尔是比什维莱尔县的中央投票站所在地，其市镇范围全境被划入下莱茵省第九选区；在社会管理方面，比什维莱尔是阿格诺城市圈公共社区的组成部分。
自2014年起，比什维莱尔实行街区公民参与自治制度。截至2024年9月，比什维莱尔市镇范围内的自由街区（Quartier Liberté）为城市政策优先街区。
法国国家统计与经济研究所（简称“INSEE”）在进行数据统计时，将比什维莱尔及相邻的另外5个市镇设为阿格诺城市核心区及阿格诺城市区。自2020年起，阿格诺城市区被撤销，比什维莱尔被划入包含268个市镇的斯特拉斯堡城市辐射区。此外，INSEE还将比什维莱尔市镇分为了5个“块区”（IRIS），以便于统计人口分布情况。

## 交通

### 公路
下莱茵省省道D29线、D37线、D139线和D329线在比什维莱尔境内交汇。大东部大区公共交通（商业名称为“Fluo”）下属的下莱茵省城际客运307线经停比什维莱尔，可通往埃尔利赛姆。
| 53 | 5.6 |

| 斯特拉斯堡 城站 | 34 |

| 阿格诺 | 10 |

| 埃尔利赛姆 | 8 |

2021年，75.7%的比什维莱尔家庭拥有至少一辆私人汽车。2022年，比什维莱尔境内共发生各类交通事故2起，造成3人受伤，其中1人重伤。

### 铁路

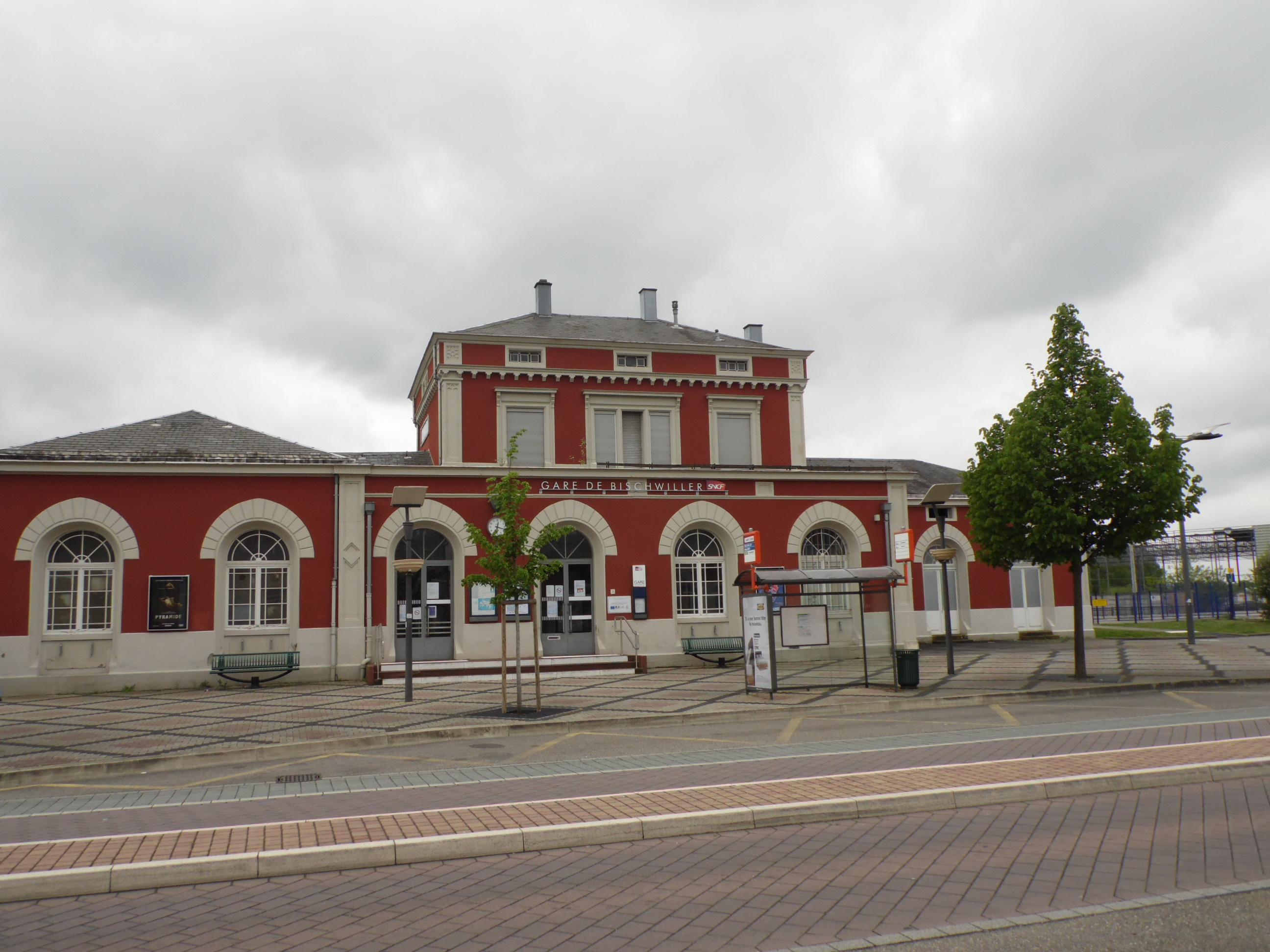
比什维莱尔火车站

比什维莱尔位于文德奈姆—维桑堡铁路上。比什维莱尔站位于市区西南部，停靠往返于斯特拉斯堡和维桑堡及尼德布龙莱班一线的区域列车。

### 航空
比什维莱尔距离史特拉斯堡机场的公路里程大约49公里。

### 城市公共交通
比什维莱尔是阿格诺城市公共交通（商业名称为“Ritmo”）的服务覆盖范围。截至2024年9月，该系统共包括十余条各类公交线路，其中公交1路和4路经过比什维莱尔市区。

## 政治

### 市政内阁

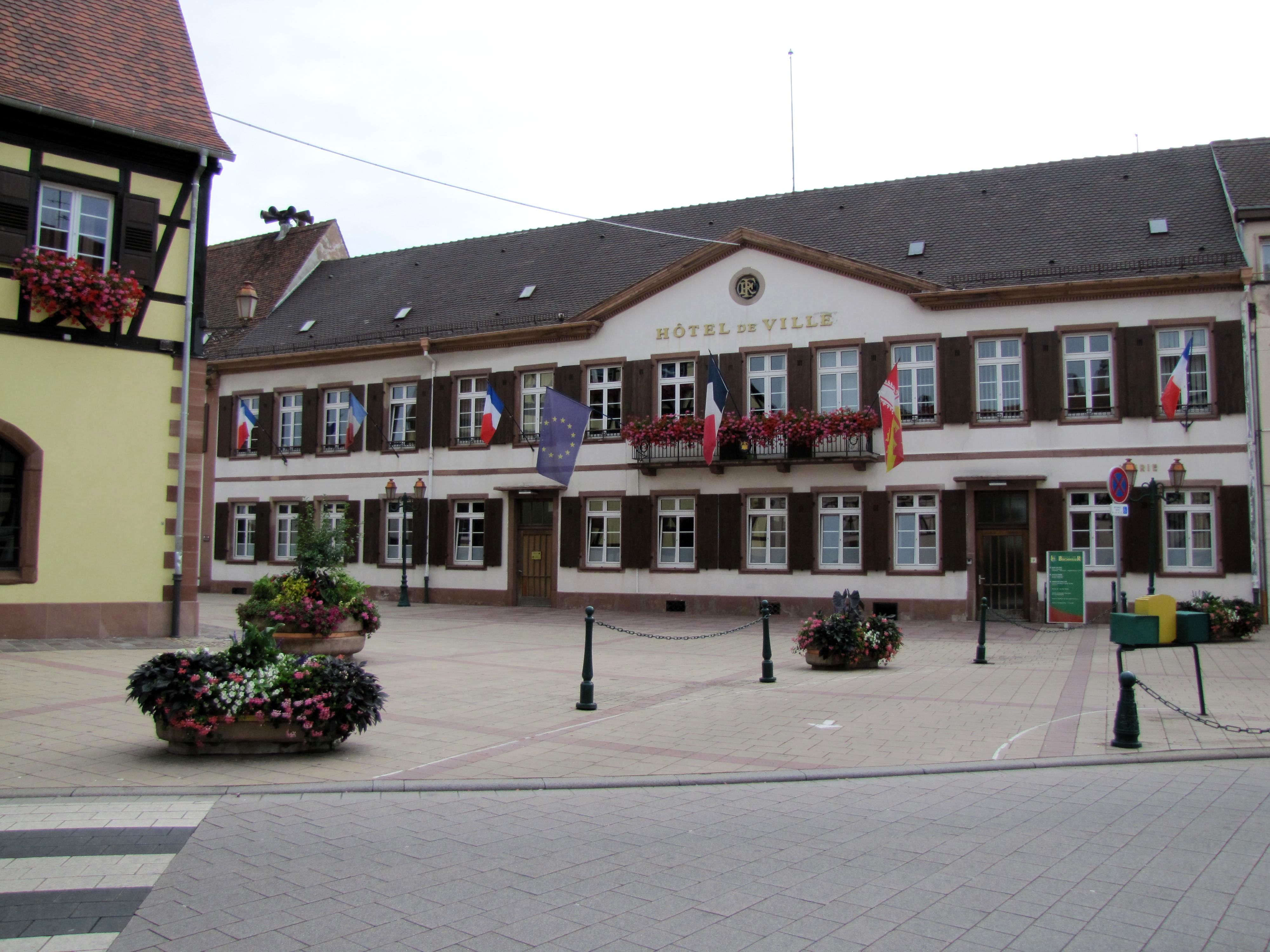
比什维莱尔市政厅

比什维莱尔的现任市长为让-吕西安·内策尔先生（Jean-Lucien NETZER），他是一名中间派，在2020年的市政选举中获得了84.23%的支持率。
| 比什维莱尔历届市长 | 比什维莱尔历届市长                | 比什维莱尔历届市长                                  |
| 任期               | 市长                              | 党派                                                |
| ------------------ | --------------------------------- | --------------------------------------------------- |
| 1945年－1959年     | Louis LOEFFLER 路易·勒夫勒        | PCF法国共产党                                       |
| 1959年－1989年     | Paul KAUSS 保罗·考斯              | UNR新共和国联盟 →UDR共和国保卫联盟 →RPR保衛共和聯盟 |
| 1989年－2006年     | Jean-Luc HIRTLER 让-吕克·希尔特勒 | RPR保衛共和聯盟 →DVD右翼无党派人士                  |
| 2006年－2007年     | Robert LIEB 罗贝尔·利布           | UMP人民运动联盟                                     |
| 2007年－2014年     | Nicole THOMAS 尼科尔·托马         | UMP人民运动联盟                                     |
| 2014年－           | Jean-Lucien NETZER 让-吕西安·内策 | MoDem民主运动 →DVC混杂中间派                        |

### 各级选举
| 比什维莱尔历届投票选举结果 | 比什维莱尔历届投票选举结果 | 比什维莱尔历届投票选举结果 | 比什维莱尔历届投票选举结果 | 比什维莱尔历届投票选举结果      | 比什维莱尔历届投票选举结果 | 比什维莱尔历届投票选举结果 | 比什维莱尔历届投票选举结果      | 比什维莱尔历届投票选举结果 | 比什维莱尔历届投票选举结果 |
| 选举项目                   | 选举范围                   | 选区单位                   | 选区单位内的选举结果       | 选区单位内的选举结果            | 选区单位内的选举结果       | 选区单位内的选举结果       | 选区单位内的选举结果            | 选区单位内的选举结果       | 参考资料                   |
| 选举项目                   | 选举范围                   | 选区单位                   | 第一轮胜出者               | 第一轮胜出者                    | 支持率                     | 第二轮胜出者               | 第二轮胜出者                    | 支持率                     | 参考资料                   |
| -------------------------- | -------------------------- | -------------------------- | -------------------------- | ------------------------------- | -------------------------- | -------------------------- | ------------------------------- | -------------------------- | -------------------------- |
| 2017年法國總統選舉         | 法國                       | 市镇                       |                            | 玛丽娜·勒庞                     | 31.45%                     |                            | 埃马纽埃尔·马克龙               | 55.43%                     | [ 31 ]                     |
| 2017年法国立法选举         | 下莱茵省第九选区           | 市镇                       |                            | 樊尚·蒂埃博                     | 31.83%                     |                            | 樊尚·蒂埃博                     | 53.32%                     | [ 31 ]                     |
| 2019年欧洲议会选举         | 法國                       | 市镇                       |                            | 若尔丹·巴尔代拉                 | 31.27%                     | （不适用）                 | （不适用）                      | （不适用）                 | [ 33 ]                     |
| 2021年法国省级选举         | 下莱茵省                   | 县                         |                            | 克丽丝泰勒·伊斯莱 米歇尔·洛朗茨 | 38.95%                     |                            | 克丽丝泰勒·伊斯莱 米歇尔·洛朗茨 | 57.06%                     | [ 34 ] [ 35 ]              |
| 2021年法国省级选举         | 下莱茵省                   | 市镇                       |                            | 德尼·奥梅尔 尼科尔·托马         | 42.12%                     |                            | 德尼·奥梅尔 尼科尔·托马         | 50.95%                     | [ 34 ] [ 35 ]              |
| 2021年法国大区选举         | 大東部大區                 | 市镇                       |                            | 让·罗特纳                       | 22.83%                     |                            | 让·罗特纳                       | 32.08%                     | [ 36 ]                     |
| 2022年法国总统选举         | 法國                       | 市镇                       |                            | 玛丽娜·勒庞                     | 31.77%                     |                            | 埃马纽埃尔·马克龙               | 53.45%                     | [ 31 ]                     |
| 2022年法国立法选举         | 下莱茵省第九选区           | 市镇                       |                            | 洛朗·格纳迪格                   | 26.89%                     |                            | 樊尚·蒂埃博                     | 52.7%                      | [ 31 ]                     |
| 2024年欧洲议会选举         | 法國                       | 市镇                       |                            | 若尔丹·巴尔代拉                 | 37.9%                      | （不适用）                 | （不适用）                      | （不适用）                 | [ 31 ]                     |
| 2024年法国立法选举         | 下莱茵省第九选区           | 市镇                       |                            | 马克·沃尔夫                     | 38.41%                     |                            | 樊尚·蒂埃博                     | 56.17%                     | [ 31 ]                     |

## 人口
2021年，比什维莱尔市镇人口数量为12,435，在法国排名第797位。其中男性5,930人，女性6,505人，75岁及以上人口占8.5%，外籍人口数量不详，人口密度为721人/平方公里，当地居民被称为（男性）或（女性）。2022年，比什维莱尔境内出生135人，死亡人口185人。
| 比什维莱尔1900年－2021年人口变化情况 |
|                                      |
| 数据来源：Cassini、INSEE             |

## 经济

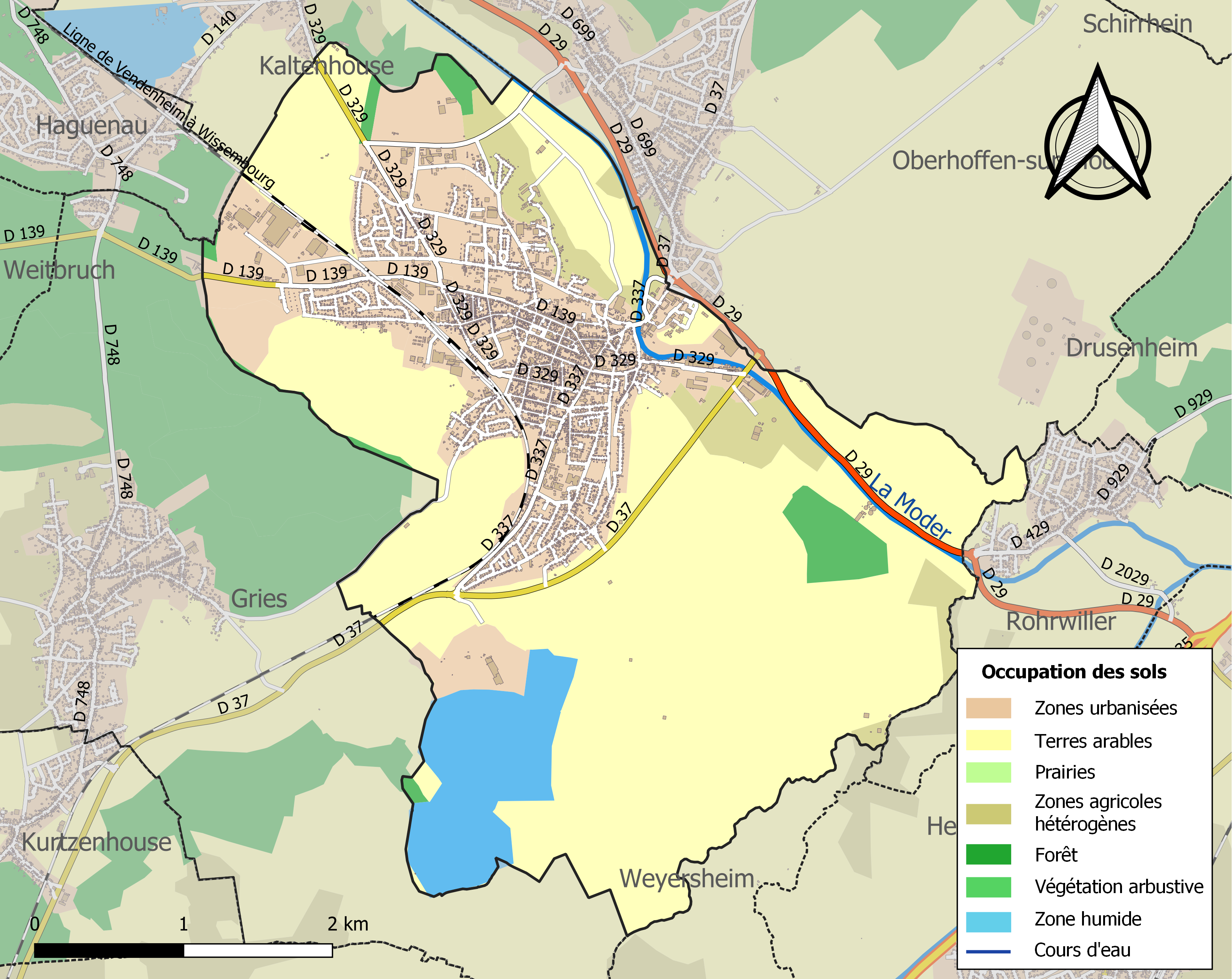
比什维莱尔土地利用情况地图

比什维莱尔是一个区域性的中心城市。截至2024年9月，比什维莱尔市镇范围内共有各类用人单位（包含自雇）1,447家，平均历史为14年，其中99.2%为中小型企业（PME），2024年7月至9月间，当地的经济活力指数为0。（大型零售）、（金属部件）及（药品）是当地2022年已公布营业额最高的三个企业，分别为37,608,775欧元、12,605,428欧元和10,548,424欧元。

## 财政与居民收入
2022年，比什维莱尔的财政收入总额为16,508,700欧元，财政支出总额为14,266,600欧元，当年的债务总额为1,573,650欧元。2022年，比什维莱尔市镇通过增值税获得678,950欧元的收入，此外当地还共获得了2,016,940欧元的国家直接财政补助。
| 比什维莱尔居民收入情况                           | 比什维莱尔居民收入情况 | 比什维莱尔居民收入情况 | 比什维莱尔居民收入情况 |
| 内容                                             | 比什维莱尔             | 法国                   | 统计年份               |
| ------------------------------------------------ | ---------------------- | ---------------------- | ---------------------- |
| 征税家庭总数                                     | 4,691                  | 1,081（法国市镇平均）  | 2022年                 |
| 居民平均月收入                                   | 1,971欧元              | 2,435欧元              | 2022年                 |
| 高级职员人均月收入                               | 3,414欧元              | 4,331欧元              | 2021年                 |
| 中级职员人均月收入                               | 2,353欧元              | 2,470欧元              | 2021年                 |
| 普通职员人均月收入                               | 1,673欧元              | 1,801欧元              | 2021年                 |
| 贫困率                                           | 19%                    | 14.5%                  | 2020年                 |
| 青壮年（15至64岁）失业率                         | 16.8%                  | 7.4%                   | 2020年                 |
| 征税家庭数量占比                                 | 35.3%                  | 45.5%                  | 2020年                 |
| 家庭年均纳税                                     | 2,419欧元              | 4,393欧元              | 2022年                 |
| 资料来源：INSEE、L'Internaute、Le Journal du Net |                        |                        |                        |

## 社会事务

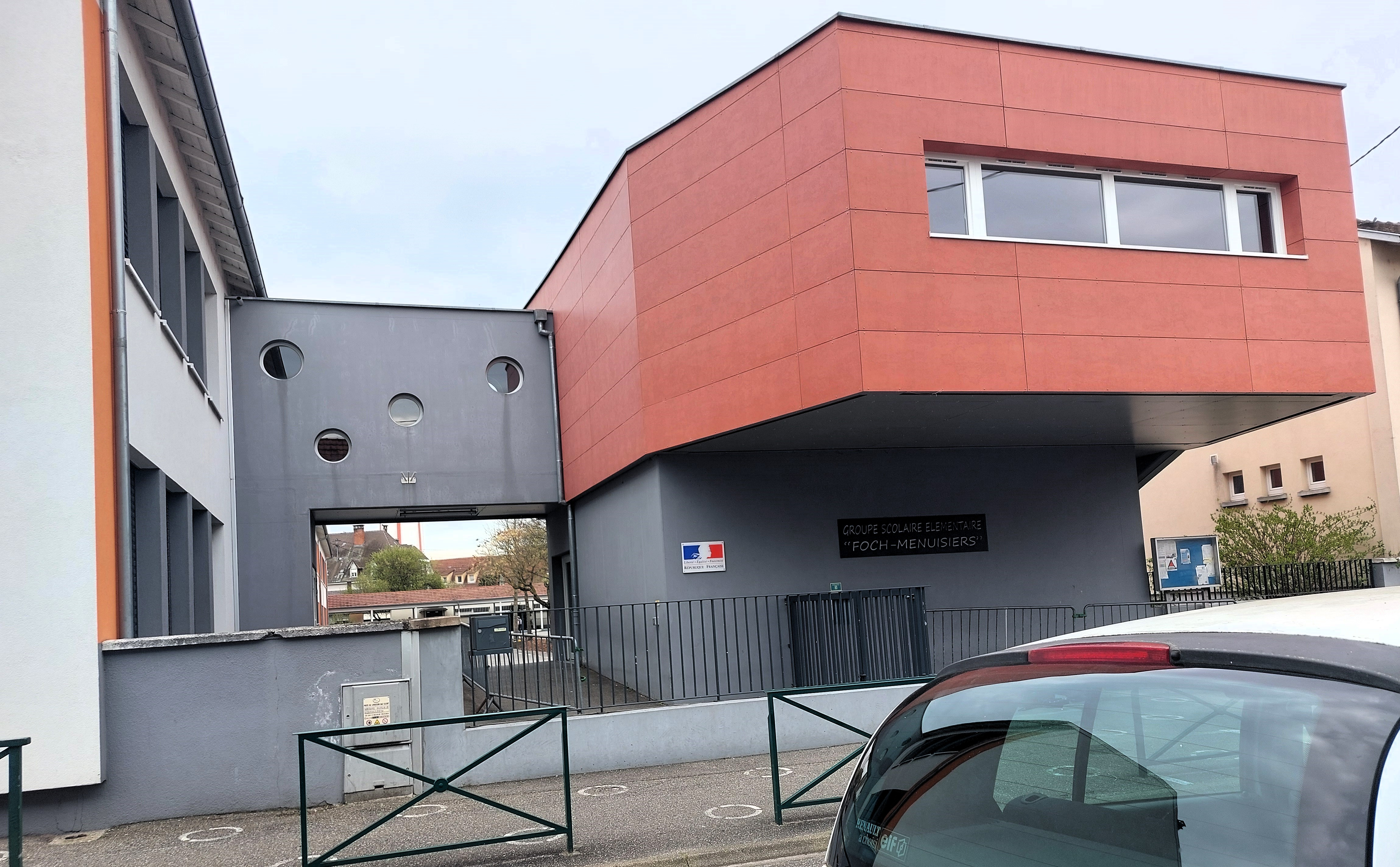
比什维莱尔的一所小学

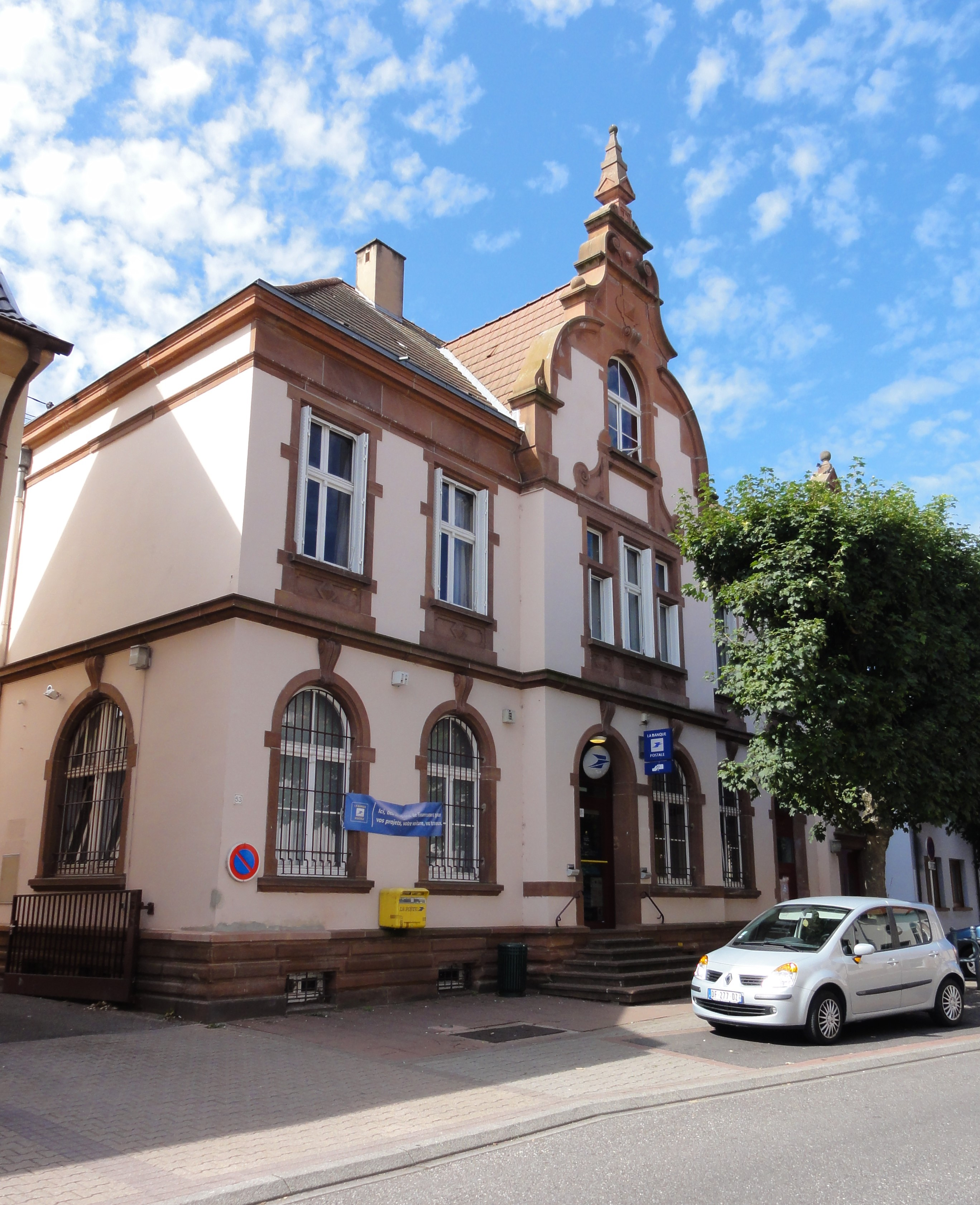
邮局大楼

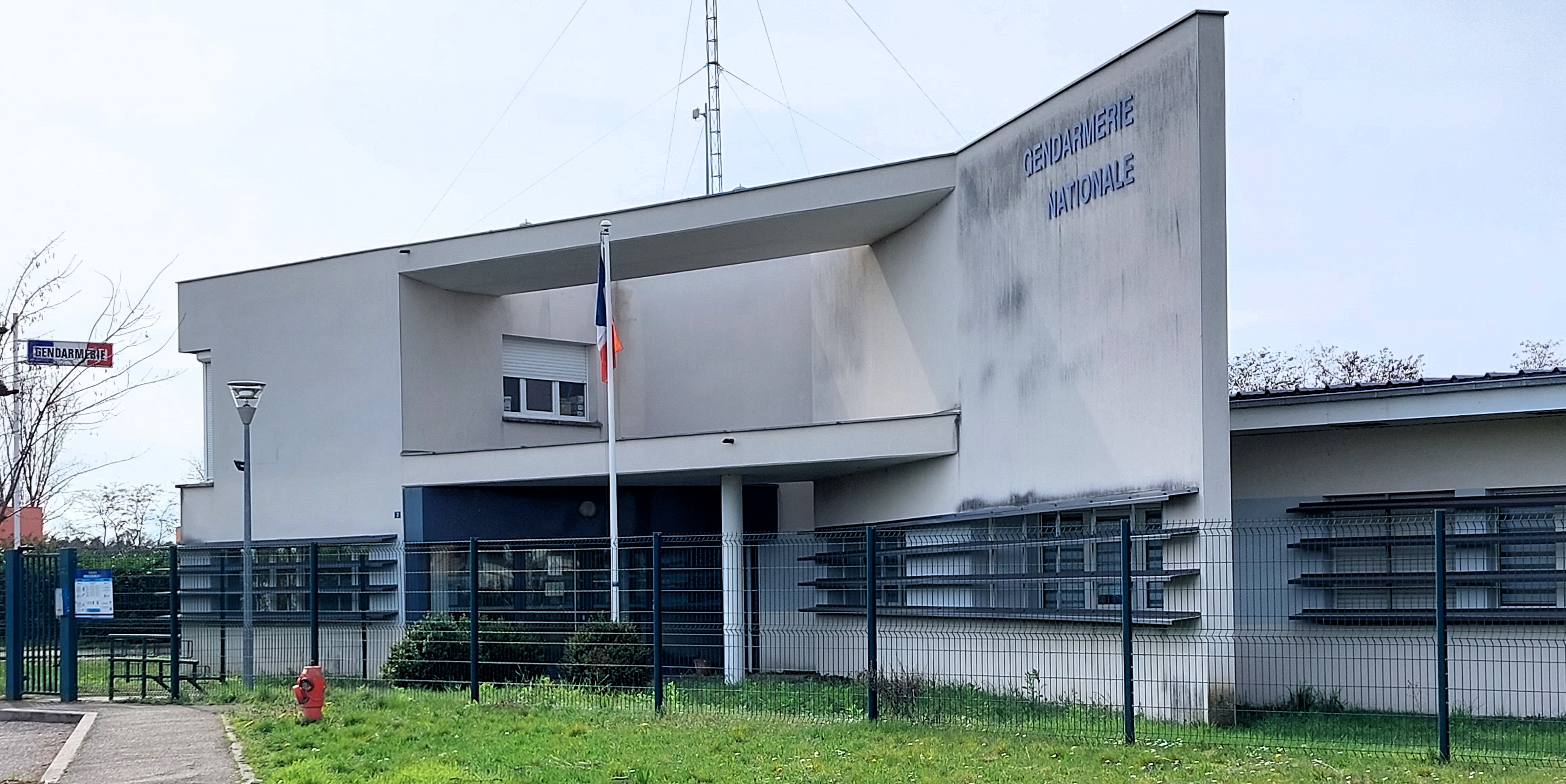
宪兵队

### 教育
比什维莱尔属于斯特拉斯堡学区。截至2023年1月1日，比什维莱尔境内共有5所幼儿园、2所小学、1所初级中学、1所普通高中和1所职业高中。2022至2023学年度，比什维莱尔境内共有在校中等教育阶段学生1,989名。
在高等教育方面，比什维莱尔境内有一所卫生学校。

### 医疗
截至2023年1月1日，比什维莱尔境内共有全科医生13名、保健师17名、牙医6名、护士18名、眼科医生2名、皮肤科医生1名、助产士4名、儿科医生1名和妇科医生1名。境内共有药房3家、养老院5家、残疾人帮扶中心11家。
比什维莱尔省级中心医院（Centre Hospitalier Départemental de Bischwiller）是法国的一个区域性医疗机构，其主病区医院位于比什维莱尔市区南侧，该院设有床位918个。

### 住房
2021年，比什维莱尔境内共有各类住房5,399套，其中50.0%为独立式住宅，49.3%为集中式住宅。常住房屋占比什维莱尔市镇范围内居民建筑总量的90.0%。
在住房保障政策方面，2023年，比什维莱尔境内共有1,375户家庭获得了住房经济补助，受益人数占总人口数量的11.1%，其中530份为房租补助。

### 商业
2021年，比什维莱尔境内共有各类实体商铺257家，其中餐厅36家、大型超市2家、杂货店1家、面包房7家、肉铺2家、书店3家、装饰品店1家、银行门店4家、美容美发店15家、汽车维修店21家。比什维莱尔镇中心东北部建有一家Super U超市。

### 体育
2023年，比什维莱尔境内共有1家游泳池、7间体育馆、2座综合体育场、1处网球场、2处马术场、1处足球或橄榄球场以及3处篮球或排球场。
截至2024年9月，比什维莱尔境内共有两家注册足球俱乐部。比什维莱尔足球俱乐部（编号500204）是当地的代表性足球队，成立于1907年，其主队2024至2025赛季参加阿尔萨斯足球联赛丁组（法国第十二级别），其主场为莱潘球场（Stade des Pins）。

### 环境
比什维莱尔的环境事务由其所属的阿格诺城市圈公共社区联合各级政府协调负责。2021年，比什维莱尔境内共有5家污染企业。

### 治安
2021年，比什维莱尔市镇范围内共有1处宪兵队。
比什维莱尔及其附近的共66个市镇是阿格诺国家宪兵队（zone gendarmerie de Haguenau）的管辖范围。2020年，该宪兵队累计记录各类案件2,817起，其中盗窃类案件1,143起，经济类案件491起，毒品交易类案件98起。

## 文化
2023年，比什维莱尔境内共有2家剧场和1家电影院。比什维莱尔境内建有市政多媒体中心（Médiathèque municipale），每周二、三、五、六向公众开放。

### 建筑
比什维莱尔境内有多处历史建筑，其中圣奥古斯坦教堂（Église Saint-Augustin de Bischwiller）、新教教堂等为法国国家文物保护单位。

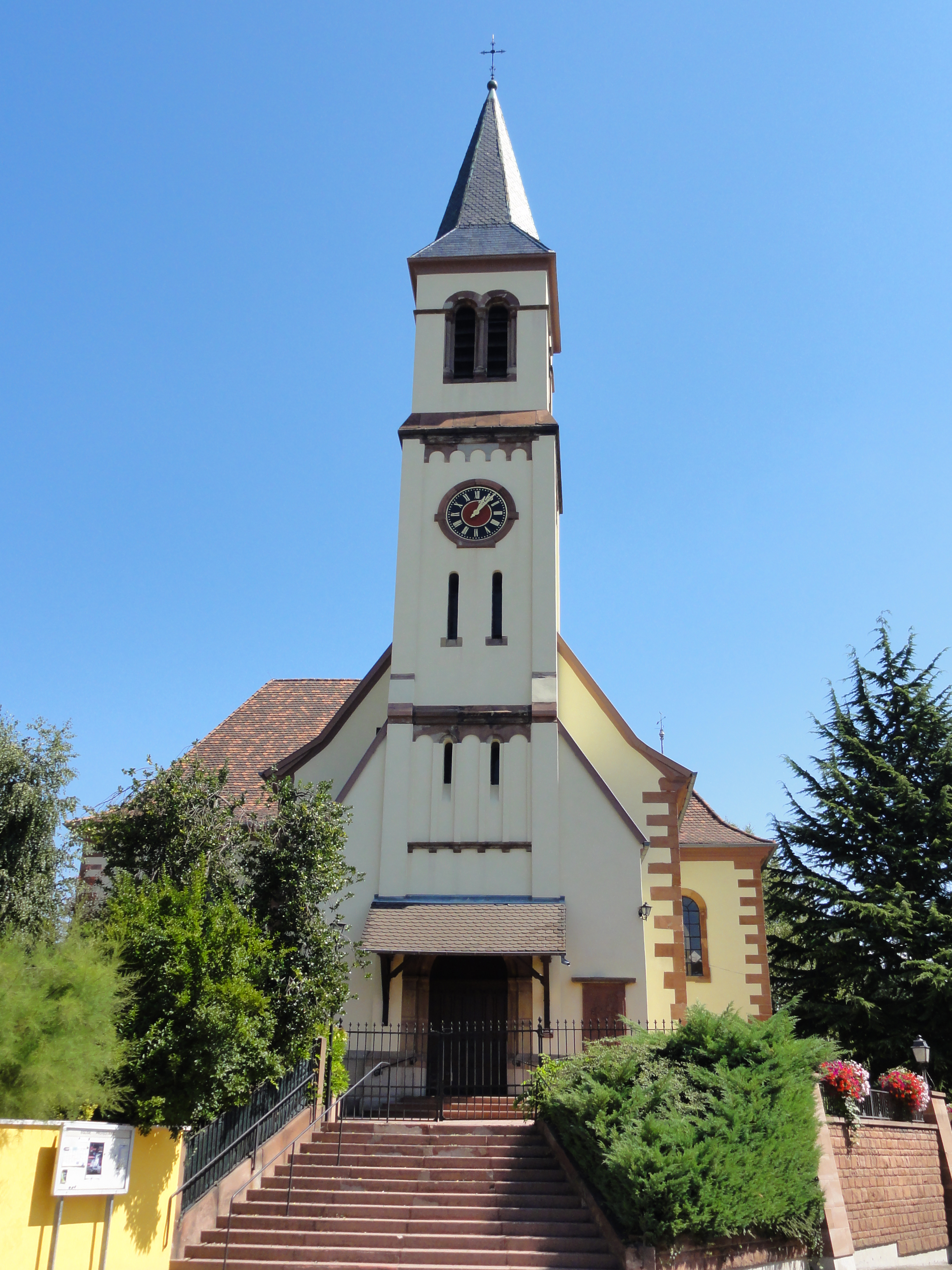
新教教堂
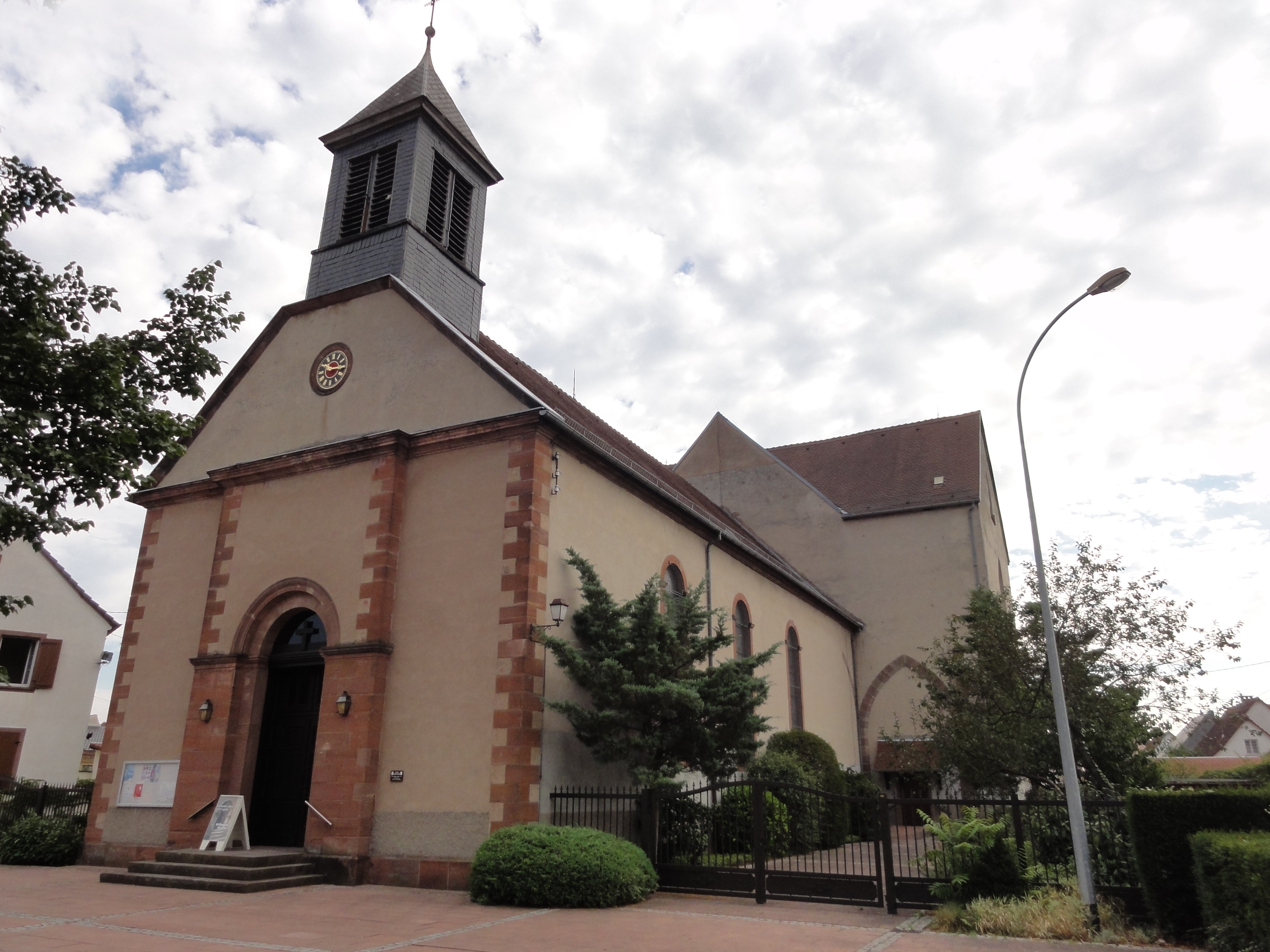
圣奥古斯坦教堂
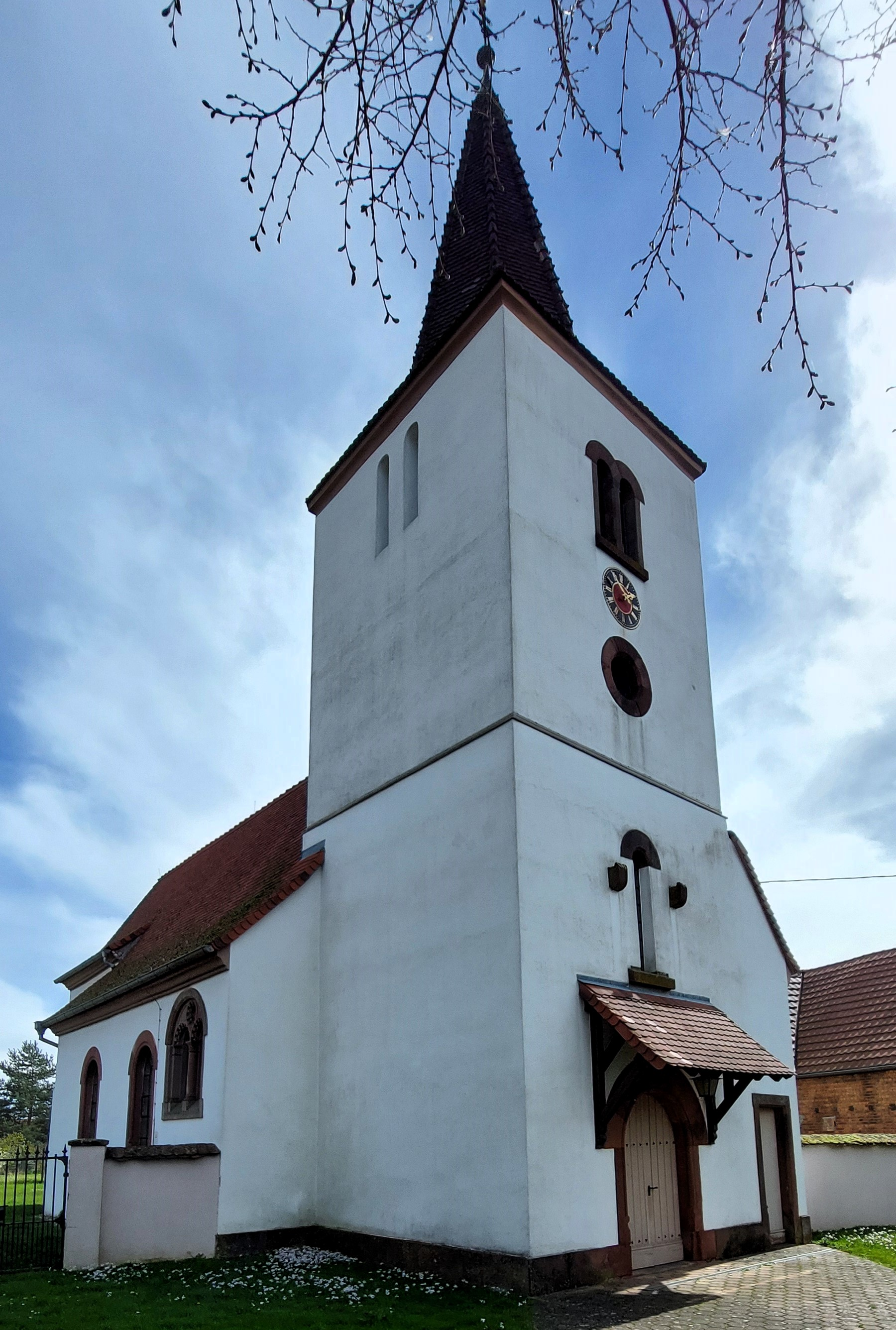
圣尼古拉教堂
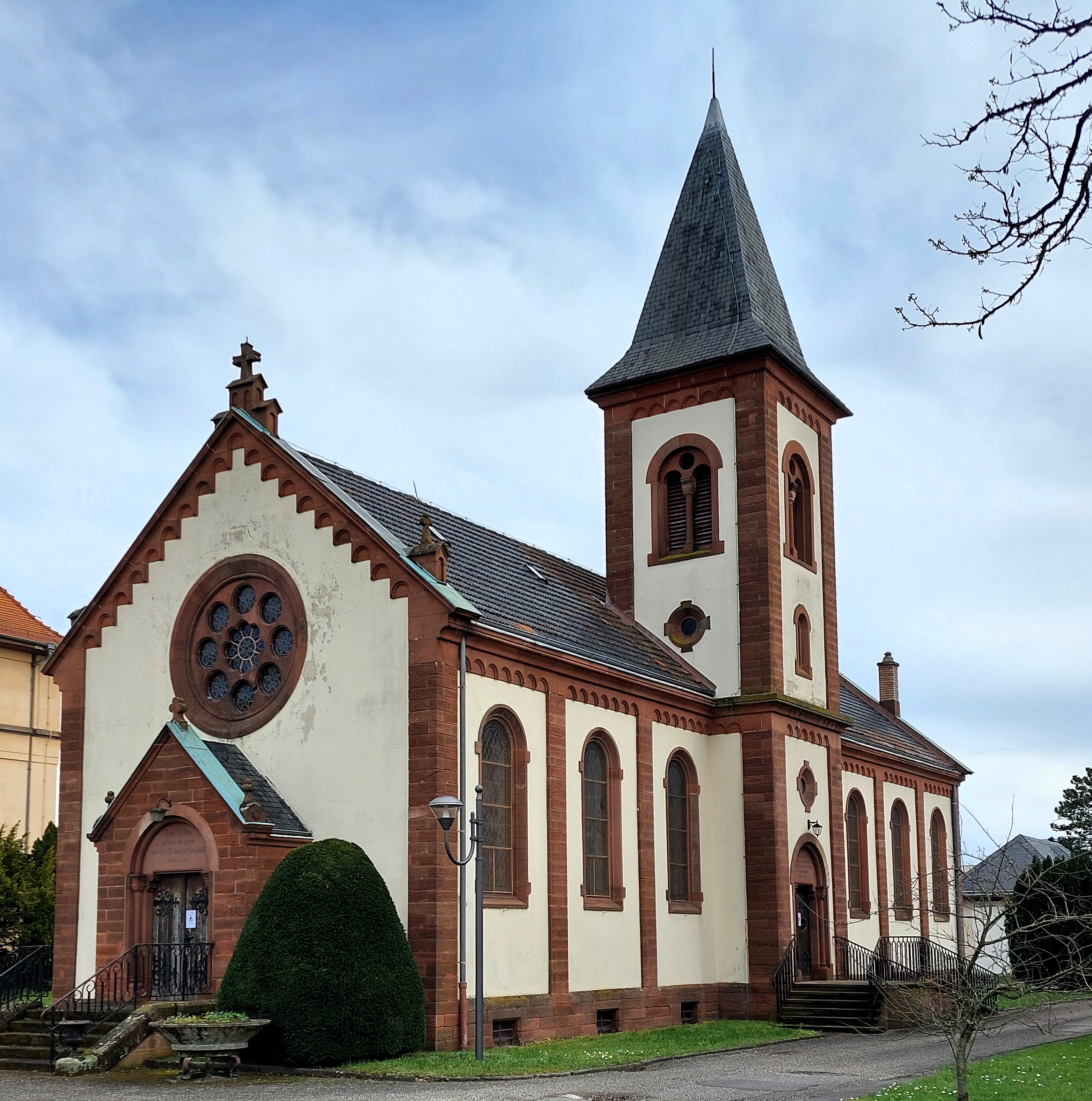
医院小教堂
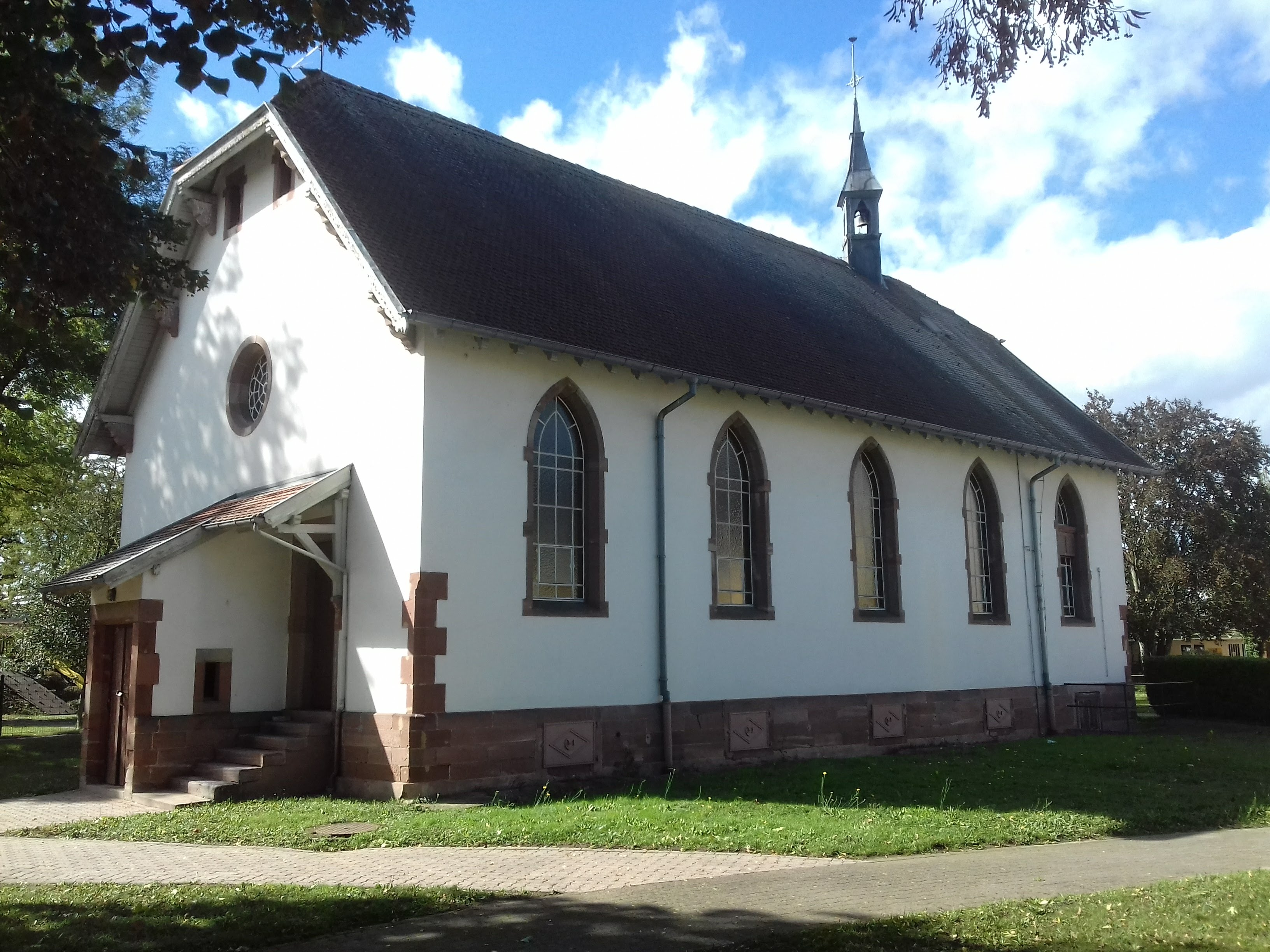
索讷诺夫小教堂
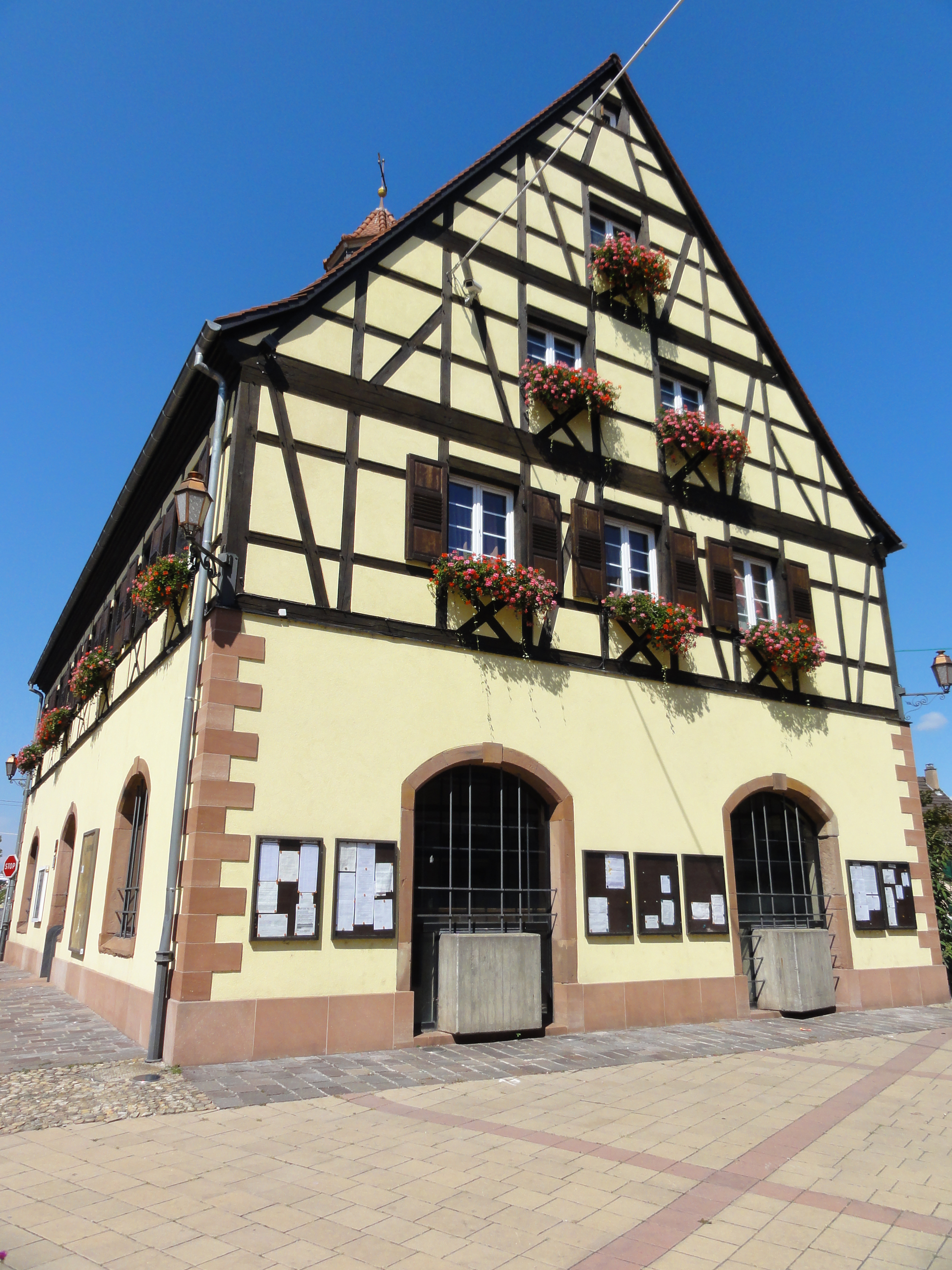
劳布宫
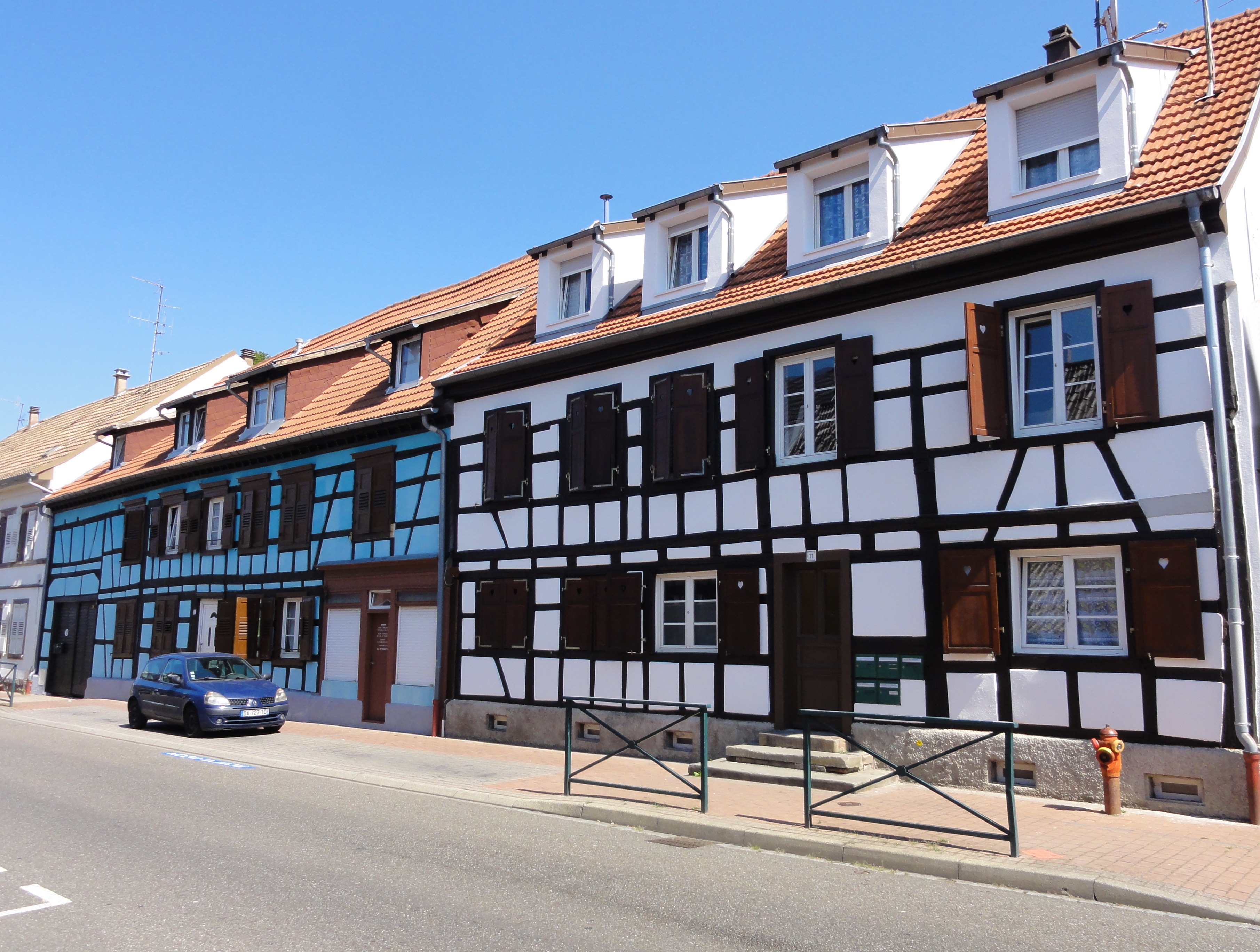
传统民居1
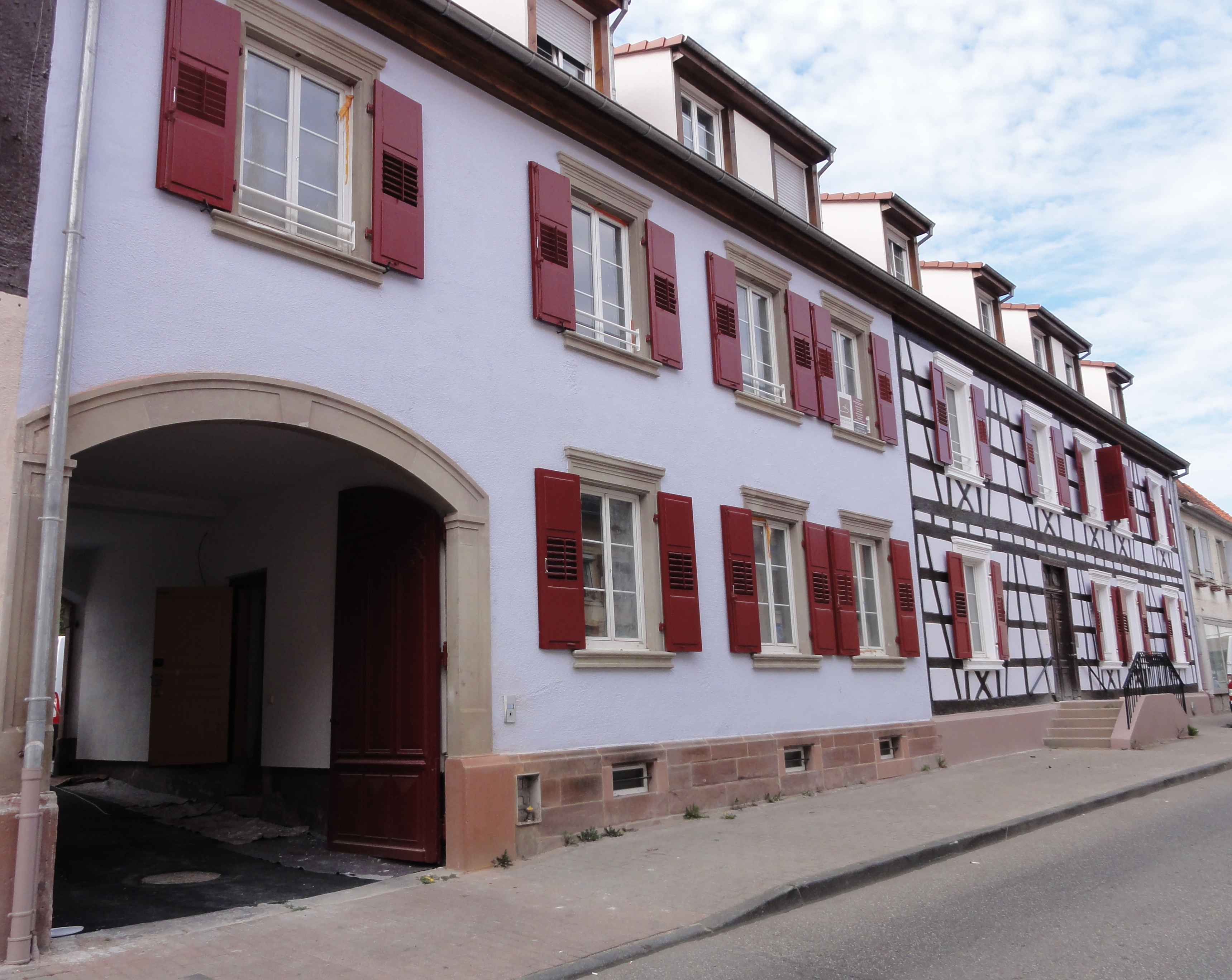
传统民居2

### 旅游
比什维莱尔的旅游事务由其所属的阿格诺城市圈公共社区联合各级政府协调负责。2024年，比什维莱尔境内共有1家酒店共计23间房间。

### 媒体
法国主要的媒体均可在比什维莱尔接收，法国电视三台下属的大东部大区频道在部分时段播出比什维莱尔所在下莱茵省的地方新闻。阿尔萨斯电视台、《阿尔萨斯最新消息报》、蓝色法兰西阿尔萨斯广播、旋律广播等是当地主要的地方性媒体。

## 相关人物
普法尔茨-盖尔恩豪森伯爵约翰·卡尔、克里斯蒂安二世、克里斯蒂安四世、魏玛德国政治家奥托·迈斯纳和法国诗人克洛德·维热、足球运动员吕西安·穆勒出生于比什维莱尔。

## 友好城市
截至2024年9月，比什维莱尔共与三座城市建立了友好城市关系：
- 德国 霍恩贝格
- 滨海塞纳省 埃尔伯夫
- 波蘭 兹盖日